# Offre d'emploi
Une offre d'emploi est un message diffusé par un employeur sur le marché de l'emploi pour exprimer son intention d'embaucher un demandeur d'emploi pour qu'il devienne un employé de son organisation,,.
La diffusion du message se fait au travers d'une petite annonce et d'autres formes de publicité, mais souvent elle peut aussi se faire par bouche à oreille, au travers d'un réseau social professionnel.
La transparence, la prévisibilité et la responsabilité dans la communication et les autres interactions avec l'employeur facilitent le travail d'un potentiel candidat dans sa recherche d'emploi.
Certaines petites annonces publiées sur les sites d'emplois son frauduleuses.
Sur la période de décembre 2016 à décembre 2017, le nombre d'offres d'emploi diffusées par Pôle emploi en France a varié entre 486 000 et 792 000, le mois de mars 2017 ayant atteint le plus haut niveau de la période.
Au 15 juin 2018 le Portail européen sur la mobilité de l'emploi (EURES) affiche 1 596 859 postes vacants pour seulement 392 290 CV en ligne.

## Composition du message

### Eléments de message communs
Le message est généralement composé des éléments suivants :
- Référence de l'annonce
- Date de publication et d'expiration de l'annonce
- Type de contrat de travail (par exemple CDI, CDD, Apprentissage, Intérim)
- Fourchette de rémunération

- Intitulé du poste
- Temps de travail
- Contexte et enjeux
- Tâches, compétences et responsabilités
- Définition du profil recherché (aptitudes, diplômes)
- Présentation de l'employeur (secteur d'activité, PME ou Grande entreprise, marque employeur[12], localisation géographique)
- Modalités de candidature (CV, lettre de motivation)
- Modalités de réponse de la part du recruteur (temps de réponse après lequel le candidat peut estimer que sa candidature a été refusée)
- Adresse de réponse (souvent une adresse électronique)

### En France
L'offre d'emploi doit être sincère et ne doit pas contenir de fausses allégations, ou des propos susceptibles d’induire en erreur. Elle doit de plus correspondre à un réel besoin de recrutement. 
La diffusion d'offres d'emploi fictives pour constituer un fichier de candidatures est interdit relève du pénal. Cette démarche peut être assimilée à une collecte de données à caractère personnel par un moyen frauduleux, déloyal ou illicite.

#### Éléments obligatoires
Certains éléments doivent être mentionnés explicitement :
- les méthodes et techniques de recrutement
  - tests, 
    - les moyens mis en œuvre pour garder les résultats des tests confidentiels,
    - les moyens mis en œuvre pour porter les résultats à la connaissance du candidat

  - questionnaires,
    - le caractère obligatoire ou non des réponses,
    - les conséquences d'un défaut de réponse,
    - les personnes ou entreprises destinataires des informations
    - les moyens mis en œuvre pour permettre au candidat d'accéder et de rectifier les informations fournies

#### Elements illégaux
Une offre d’emploi ne peut comporter de « texte rédigé en langue étrangère ». Lorsque l’emploi ou le travail offert ne peut être désigné que par un terme étranger sans correspondant en français, le texte français doit en comporter une description suffisamment détaillée pour ne pas induire en erreur le candidat. Toutefois, les directeurs de publications et les personnes responsables de moyens de communication utilisant, en tout ou partie, une langue étrangère peuvent, en France, recevoir des offres d’emploi rédigées dans cette langue.
Les informations décrivant le profil du demandeur d'emploi doivent avoir pour seul but d’apprécier la capacité du candidat à occuper l’emploi ou ses aptitudes professionnelles. Aucune offre d’emploi ne peut comporter de référence à l’une des caractéristiques mentionnées à l’article L. 1132-1 du Code du travail dans le but de discriminer à l'embauche:
- origine,
- sexe, L’article R. 1142-1 du Code du travail fixe la liste des emplois et des activités professionnelles pour l’exercice desquels l’appartenance à l’un ou l’autre sexe constitue la condition déterminante ; cette liste, révisée périodiquement, est la suivante :
  - artistes appelés à interpréter soit un rôle féminin, soit un rôle masculin ;
  - mannequins chargés de présenter des vêtements et accessoires ;
  - modèles masculins et féminins.
- mœurs,
- orientation sexuelle,
- identité de genre,
- âge,
- situation de famille ou grossesse,
- caractéristiques génétiques,
- appartenance ou non-appartenance, vraie ou supposée, à une ethnie, une nation ou une prétendue race,
- opinions politiques,
- capacité à s’exprimer dans une langue autre que le français,
- activités syndicales ou mutualistes,
- convictions religieuses,
- apparence physique,
- nom de famille,
- lieu de résidence ou domiciliation bancaire,
- la perte d'autonomie ou handicap

#### Arnaque à la fausse annonce d’emploi
Certaines offres d’emplois diffusées sur Internet n’ont pas pour objectif de vrais recrutements mais une méthode pour soutirer de l'argent voler des informations personnelles (bancaire,...) pour une utilisation frauduleuse.

#### Offres d’emploi fictives
La créativité et les motivations des annonceurs d'offres d’emploi fictives est sans limite :
- arnaque à la fausse annonce d’emploi,
- création d'un fichier de candidatures,
- soigner sa réputation en faisant croire que l'entreprise est en croissance,
- motiver ses salariés surchargés en leur faisant croire que des renforts vont arriver,